# Malattia granulomatosa cronica
La  Malattia granulomatosa cronica, chiamata pure CGD (da Chronic granulomatous disease), in campo medico è una forma di patologia che può essere sia a forma di malattia autosomica recessiva che legata al cromosoma X.

## Storia
Tale condizione è stata descritta per la prima volta nel 1957 come "una fatale granulomatosi dell'infanzia ". mentre nel 1967 sono state scoperte le reali cause della malattia.

## Eziologia e Patogenesi
La causa che comporta tale manifestazione si ritrova in un malfunzionamento delle cellule del sistema immunitario innato che hanno difficoltà a formare i componenti necessari quali il superossido e altri radicali liberi dell'ossigeno, per il deficit di un enzima, la NADPH ossidasi fagocitica (PHOX). Questo enzima viene utilizzato dai Macrofagi e dai Neutrofili (e anche dagli Eosinofili) per produrre radicale superossido a partire dall'ossigeno. Il radicale superossido è convertito poi in perossido di idrogeno (acqua ossigenata) dalla superossido dismutasi (SOD) e quest'ultimo in derivati alogenati, come l'ipoclorito (principio attivo della candeggina), ad opera della mieloperossidasi (MPO), altro enzima presente nei fagociti. La produzione di questi radicali, tossici tanto per i microbi, quanto per le cellule dell'organismo, avviene all'interno dei fagolisosomi, in modo da ridurre al minimo la dispersione nei tessuti di queste molecole altamente reattive (una certa quota di radicali è comunque liberata). È quindi evidente come un deficit a carico dell'enzima, che sia a causa di una mancata produzione o di deficit funzionale, che innesca tutto il processo di produzione di radicali, ovvero l'Ossidasi Fagocitica (NADPH-ossidasi), determini un grave deficit nella funzione di killing fagocitico Ossigeno-dipendente. Infatti i radicali sono lo strumento più efficace che l'immunità innata ha a disposizione per uccidere i microbi. Certi batteri producono essi stessi perossido di idrogeno. I batteri che producono tale molecola, ma che sono privi di catalasi, enzima in grado di distruggerla, sono suscettibili all'uccisione anche nei soggetti affetti da deficit della NADPH-ossidasi. Tutti gli altri batteri, invece, risultano resistenti all'uccisione, e instaurano infezioni persistenti che inducono una risposta di tipo granulomatoso. L'organismo comincia quindi a sviluppare una gran quantità di granulomi nelle sedi più disparate. I granulomi sono costituiti da macrofagi, molti dei quali fusi tra loro a formare cellule giganti plurinucleate, che in questo tipo di granulomi (ovvero granulomi immunitari) prendono il nome di Cellule Epitelioidi (per la disposizione delle cellule, le une a stretto contatto con le altre, e interdigitate). Il significato di tale risposta è, probabilmente, il seguente: nell'impossibilità di uccidere l'invasore, l'organismo tenta di contenerlo, segregandolo all'interno dei granulomi, e di impedirne la disseminazione.
La maggior parte dei casi sono causati da mutazioni del cromosoma X:
- Mutazione gp91 Phox (gene CYBB): 60-80% dei casi. Rappresenta la forma più grave.

Le forme autosomiche recessive sono più numerose ma meno frequenti:
- Mutazione p22phox (gene CYBA): 5%, a livello di chr 16;
- Mutazione p47phox (gene NCF-1): 20%, a livello di chr 7;
- Mutazione p67phox (gene NCF-2): 5%, a livello di chr 1.
- Mutazione p40phox (gene NCF-4): < 5% (rara), a livello del chr 22.

## Sintomatologia
I sintomi e i segni clinici mostrano continue manifestazioni di infezioni batteriche e fungine. Sinusite, polmonite e ascessi vari sono le infezioni più comuni. Altri sintomi sono l'artrite settica e osteomielite.
La gravità dipende anche dal livello funzionale dell'enzima NADPH ossidasi: 
- un livello del 5% del funzionamento è sufficiente per la sopravvivenza e combattere i patogeni;
- un livello del 1-3% delle potenzialità funzionale presenta quadri gravi che necessitano cure.

I patogeni più comuni sono quelli da infezioni tipiche di immunidepressi: aspergillo, stafilococco, salmonella e burkhordelia. Queste causano polmoniti, infiammazioni supporative ai linfonodi, ascessi a pelle e fegato, granulomi ostruttivi gastroenterici o renali, sepsi, ostiomelite. Anche pazienti portatrici della malattia possono presentare, in alcuni casi, sintomi e segni clinici.

## Terapie
La terapia consiste nel curare i sintomi e le infezioni, e nella somministrazione di IFN-gamma, che può alleviare la causa scatenante. Ciò è efficace quando l'enzima NADPH ossidasi è perlomeno espresso pur a bassissimi livelli. Se le infezioni sono causate dai funghi itraconazolo, nuovi studi stanno effettuando test sul voriconazolo che sembrerebbe essere ancora più efficace.; se causate da batteri, antibiotici. Il trapianto di cellule staminali ematopoietiche da midollo osseo di un donatore compatibile può far migliorare di molto la malattia, pur non essendo privo di rischi.